# Gyeongju
Gyeongju o Kyŏngju és una ciutat de Corea del Sud amb prop de 264.000 habitants (2012) situada al sud-est de la península de Corea, a la província de Gyeongsang del Nord. Va ser la capital de l'antic regne de Silla (57 aC. – 935 dC.) que controlava la major part de la península des del segle VII al IX. En aquell moment, la seva població es calculava en 1 milió. D'aquesta època s'han conservat un gran nombre de jaciments arqueològics i culturals. Per tant, Gyeongju es presenta sovint com museu sense parets. Entre aquests tresors històrics, la cova de Seokguram, el temple de Bulguksa, l'àrea històrica de Gyeongju i el poble històric de Yangdong han estat catalogats com a llocs del patrimoni mundial per la UNESCO. Així és com Gyeongju s'ha convertit en una de les destinacions turístiques més populars de Corea.

## Geografia

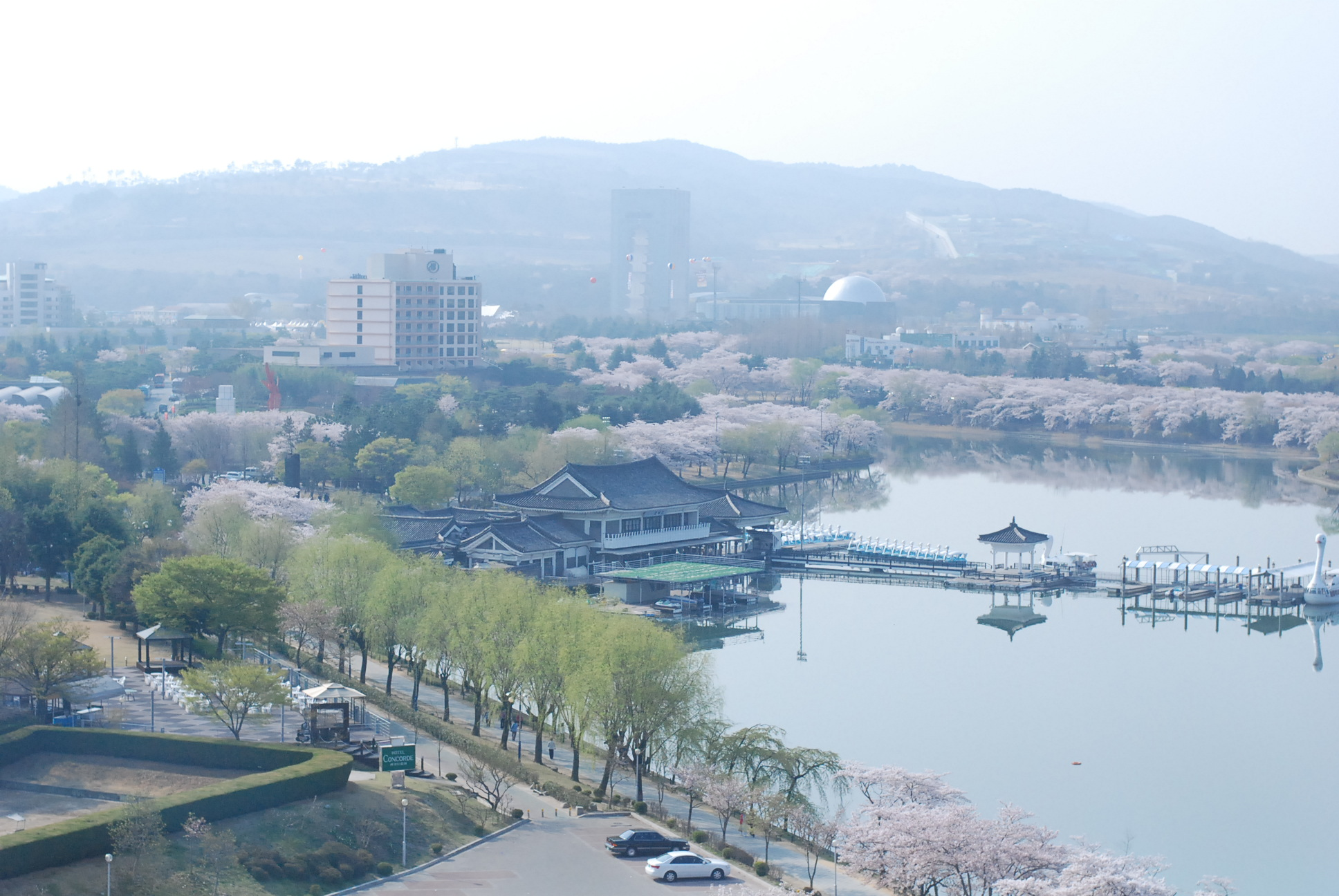
Centre de lleure del llac Bomun
a l'est de Gyeongju

El comtat de Gyeongju en els seus límits actuals es va formar a partir de la fusió el 1995 de la ciutat de Gyeongju i el districte de Wolseong. Aquesta àrea administrativa és, per tant, molt gran (1324 km²), també inclou zones rurals amb una densitat mitjana de 212 habitants/km² i s'estén per tant fins al mar. Veïna amb Pohang (500.000 habitants) al nord i Ulsan (1,1 milions d'habitants) al sud. D'altra banda, limita amb el districte de Cheongdo i la ciutat de Yeongcheon. Daegu, la capital provincial es troba a 55 km a l'oest i el port de Busan es troba a 50 km més al sud. Està esquitxat de moltes petites muntanyes. Les més altes formen part de la serralada de Taebaek, situada al llarg de la frontera occidental i que culmina al mont Munbok a 1.014 m sobre el nivell del mar. La ciutat de Gyeongju es troba a la vora del riu Hyeongsan i sovint ha patit inundacions causades principalment pels tifons. Les cròniques recorden les grans riuades des segle I tornant amb una freqüència mitjana de 28 anys. Des de finals del segle xx, els sistemes reguladors han reduït molt el perill. L'última gran inundació va ser causada pel tifó Gladys el 1991.
Com a la resta del país, la població envelleix i la mida mitjana de les llars disminueix. Actualment és de 2,8 persones. Igual que la majoria de pobles petits de Corea del Sud, la població està disminuint a causa de la migració de treballadors a ciutats més grans. Entre el 2002 i el 2008, Gyeongju va perdre 16.557 residents.
|    | Lloc           | Població (2007) | Cases  | Superfície ㎢ | #  | Lloc            | Població (2007) | Cases  | Superfície ㎢ |
| -- | -------------- | --------------- | ------ | ------------- | -- | --------------- | --------------- | ------ | ------------- |
| 1  | Sannae-myeon   | 3 561           | 1 779  | 142,6         | 13 | Seondo-dong     | 13 813          | 2 831  | 28,0          |
| 2  | Seo-myeon      | 4 773           | 1 779  | 52,1          | 14 | Seonggeon-dong  | 18 378          | 7 562  | 6,4           |
| 3  | Hyeongok-myeon | 16 829          | 5 726  | 55,7          | 15 | Hwangseong-dong | 29 660          | 9 415  | 3,8           |
| 4  | Angang-eup     | 33 802          | 12 641 | 138,6         | 16 | Yonggang-dong   | 15 959          | 5 244  | 5,1           |
| 5  | Gangdong-myeon | 8 834           | 3 659  | 81,4          | 17 | Bodeok-dong     | 2 296           | 977    | 81,0          |
| 6  | Cheonbuk-myeon | 6 185           | 2 328  | 58,2          | 18 | Bulguk-dong     | 9 001           | 3 722  | 37,4          |
| 7  | Yangbuk-myeon  | 4 535           | 2 026  | 120,1         | 19 | Hwangnam-dong   | 8 885           | 3 875  | 20,5          |
| 8  | Gampo-eup      | 7 099           | 3 084  | 44,9          | 20 | Jungbu-dong     | 7 003           | 3 022  | 0,9           |
| 9  | Yangnam-myeon  | 7 131           | 2 941  | 85,1          | 21 | Hwango-dong     | 10 225          | 4 283  | 1,5           |
| 10 | Oedong-eup     | 19 006          | 6 965  | 109,8         | 22 | Dongcheon-dong  | 26 721          | 9 228  | 5,3           |
| 11 | Naenam-myeon   | 6 142           | 2 526  | 122,1         | 23 | Wolseong-dong   | 6 522           | 4 842  | 31,4          |
| 12 | Geoncheon-eup  | 11 217          | 4 533  | 92,4          |    |                 |                 |        |               |
|    | Total          | 129 114         | 49 987 | 1 103         |    | Total           | 148 463         | 55 001 | 221           |

L'any 2007, els districtes (dongs) de l'àrea urbana tenien 148.463 habitants, mentre que els municipis del districte de Wolseong tenien un total de 129.114 habitants. En aquest districte, Angang (안강, 33.802 habitants) és la més gran de les quatre petites ciutats. Es troba al nord de Gyeongju, prop de Pohang i a la confluència de Chilpyeongcheon i Hyeongsan. Al sud, Oedong (외동, 17.500 habitants) està connectat amb la metròpoli d’Ulsan i s'ha convertit en un centre de desenvolupament per als proveïdors d'equips de fabricació d'automòbils. Gampo (감포), al mar del Japó, és el port principal. La pesca té un paper important, especialment l'anxova i el calamar, així com el cultiu d'algues i la producció de caqui.
Entre les comunes rurals més notables (myeon), podem citar la de Hyeongok (현곡), al nord-oest de Gyeongju. De fet, va ser aquí, a la muntanya Gumi, on Choe Je-u, el fundador del cheondoisme, va establir el centre de les seves activitats missioneres a la dècada de 1860. El poble històric de Yangdong, un lloc que mostra la vida durant la dinastia Joseon, es troba al nord al municipi de Gangdong (강동), igual que université Uiduk.

## Clima
En ser relativament a prop del mar, el clima de Gyeongju és una mica més suau (8,6°C al gener) i humit que al centre del país. Tanmateix, coincideix amb el clima típic de Corea amb hiverns freds i secs i estius calorosos i humits. El monsó comença a finals de juny i acaba a principis d'octubre. Igual que a la resta de la costa oriental, els tifons són habituals a la tardor. La precipitació anual arriba als 1091 mm.

## Història

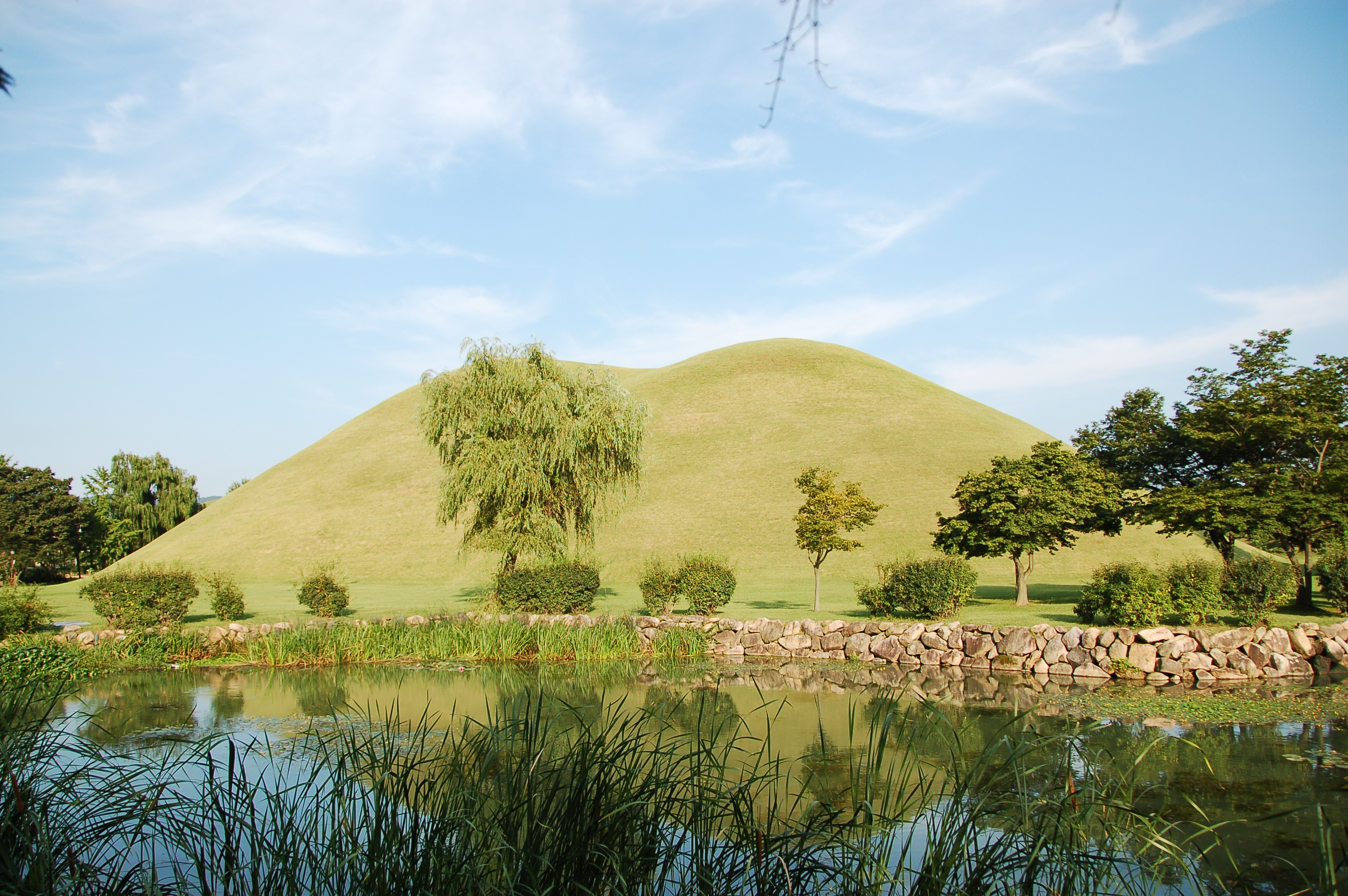
El parc dels túmuls: sepulcres reials de Silla

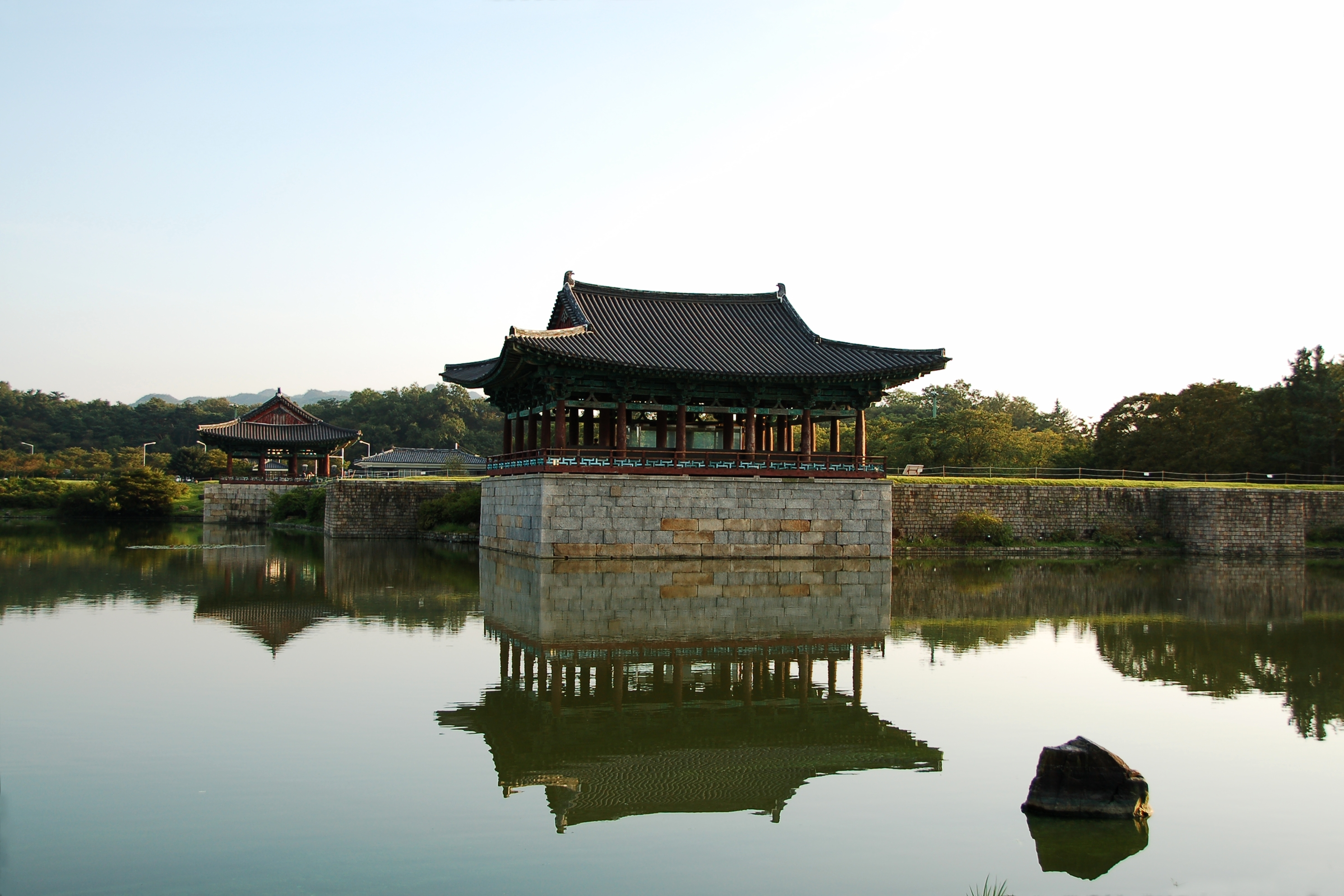
L'estany artificial d'Anapji (674)

La història de Gyeongju està estretament lligada a la del regne de Silla del qual va ser la capital. Silla va ser fundada l'any 57 aC per la reunió de sis petits pobles de la regió de Gyeongju. Durant aquest període, la ciutat es va anomenar Seorabeol (la capital), Gyerim (el bosc del gall) o Geumseong (la ciutat de l'or). Les cròniques de Samguk sagi esmenten l'establiment del mercat de capitals (Gyoengdosi) el març de 490 sota el rei Soji i el mercat oriental (Dongsi) l'any 509 durant el regnat del rei Jijeung. Després de la unificació de la península l'any 668, Gyeongju es va convertir en el centre polític i cultural de Corea. Era la residència de la cort i de la majoria de l'elit del regne. L'any 682, al començament del regnat del rei Sinmun, s'hi va establir l'acadèmia nacional confuciana sota el nom de Gukhak. La prosperitat de la ciutat es va convertir en llegendària i va ser esmentada fins a Pèrsia al llibre de Camins i Regnes. El Samguk Yusa indica la presència de 178.936 llars a Gyeongju en el seu punt àlgid, xifra que correspondria a una població total d'un milió d'habitants. La majoria dels llocs més famosos de la ciutat daten del període Silla Unificat (57-935). La ciutat va perdre el seu estatus de capital davant Kaesong al començament del període Koryo (918-1392).
El 940, el fundador de Koryo, el rei Taejo, va canviar el nom de la ciutat a Gyeongju. El 987, i fins al 1012, quan es va adoptar un sistema amb tres capitals addicionals, Gyeongju va ser designada capital oriental. La ciutat finalment es va convertir en la seu de la província de Yongnam. Tanmateix, a poc a poc va anar perdent la seva importància i finalment va perdre la seva condició de capital de província el 1601.
Durant aquesta llarga decadència, els monuments van patir nombrosos atacs. Al Segle XIII, els mongols van destruir una pagoda de fusta de nou pisos a Hwangnyongsa. Durant les invasions japoneses, la regió de Gyeongju va ser un camp de batalla molt disputat i el temple de Bulguksa va ser cremat per les forces japoneses. Al començament del període Choson, van ser els extremistes neoconfucians els que van trencar els braços i els caps de les escultures budistes de Namsan.
A principis del Segle XX, la ciutat era relativament petita i s'hi van fer nombroses excavacions arqueològiques, sobretot a l'interior de les tombes. Els objectes trobats van ser exposats des de 1915 en un museu, el predecessor del Museu Nacional de Gyeongju.
En els últims anys de l'ocupació japonesa, Gyeongju es va trobar a la intersecció de dues línies de ferrocarril, la línia Donghae-Nambu i la línia Jungang. la població augmenta i la ciutat es desenvolupa. Després de l'alliberament el 1945, Corea es va submergir en el caos i Gyeongju no va ser una excepció. Molts refugiats van tornar, es va construir un poble per a ells al districte de Dongcheon-dong. La guerra de guerrilles va ser especialment activa a les muntanyes. La ciutat no va ser relativament tocada per la Guerra de Corea, ja que va romandre sota el control de Corea del Sud durant tot el conflicte. Ella només va estar en primera línia durant un curt període a finals de 1950 quan les forces nord-coreanes van atacar el perímetre de Busan.
Corea va experimentar un desenvolupament industrial important a partir de la dècada del 1970, centrat en gran manera a la província de Yeongnam. A la ciutat veïna de Pohang, l'acer POSCO va començar a funcionar el 1973, igual que el complex industrial químic d'Ulsan. Aquests desenvolupaments van contribuir a l'auge del sector industrial de Gyeongju.

## Transport
El KTX dóna servei a la ciutat a l'estació de Singyeongju, que es troba fora de Gyeongju (a Geoncheon-eup, al sud del centre de la ciutat). L'estació de Singyeongju està servida per la línia KTX Gyeongbu que connecta Seül i Daejeon al nord, Daegu a l'oest i Busan al sud.

## Economia
Tot i que Gyeongju té la imatge de ciutat turística, l'economia és força diversificada. 13.500 persones treballen al sector hoteler i 27.000 al sector industrial. Igual que a Ulsan i Daegu, els proveïdors d'automòbils tenen un paper especialment important, que representen un terç de les 1.221 empreses de Gyeongju. La central nuclear de Wolseong, posada en funcionament el 1983, en proporciona el 5% de l'electricitat de Corea. La pesca és important als pobles costaners, especialment a Gampo-eup, on hi ha 436 pescadors empadronats. Tanmateix, aquest sector està en declivi al municipi de Gyeongju a causa de les dificultats de transport i la manca d'infraestructures. Una gran part de la captura acaba directament en un dels nombrosos (2817) restaurants de Gyeongju. Les captures corresponen principalment a l'anxova, l'anxova i la raig. Es practica el cultiu d'abalons i el cultiu d'algues wakame. L'any 2006, els camps d'arròs ocupaven una superfície de 169,57 km², o el 70% de la superfície total conreada (243,59 km²). També es conrea ordi, blat, mongetes, pomes, nashi, col xinesa i rave xinès. La ciutat té un paper important en la producció de vedella i bolets coreans. També s'exporten bolets del poble de Geoncheon-eup. 46 pedreres són actives, n'extreuen en particular caolin, fluorite i pagodite.

## Agermanaments
- Nara, Japó, any 1970
- Obama (Fukui), Japó, any 1977
- Pompeia, Itàlia, any 1985
- Versalles, França, any 1987
- Inglewood (Califòrnia), Estats Units, any 1990
- Xi'an, Xina, any 1994
- Iksan, Corea del Sud, any 1998
- Hue, Vietnam, any 2007

## Patrimoni cultural

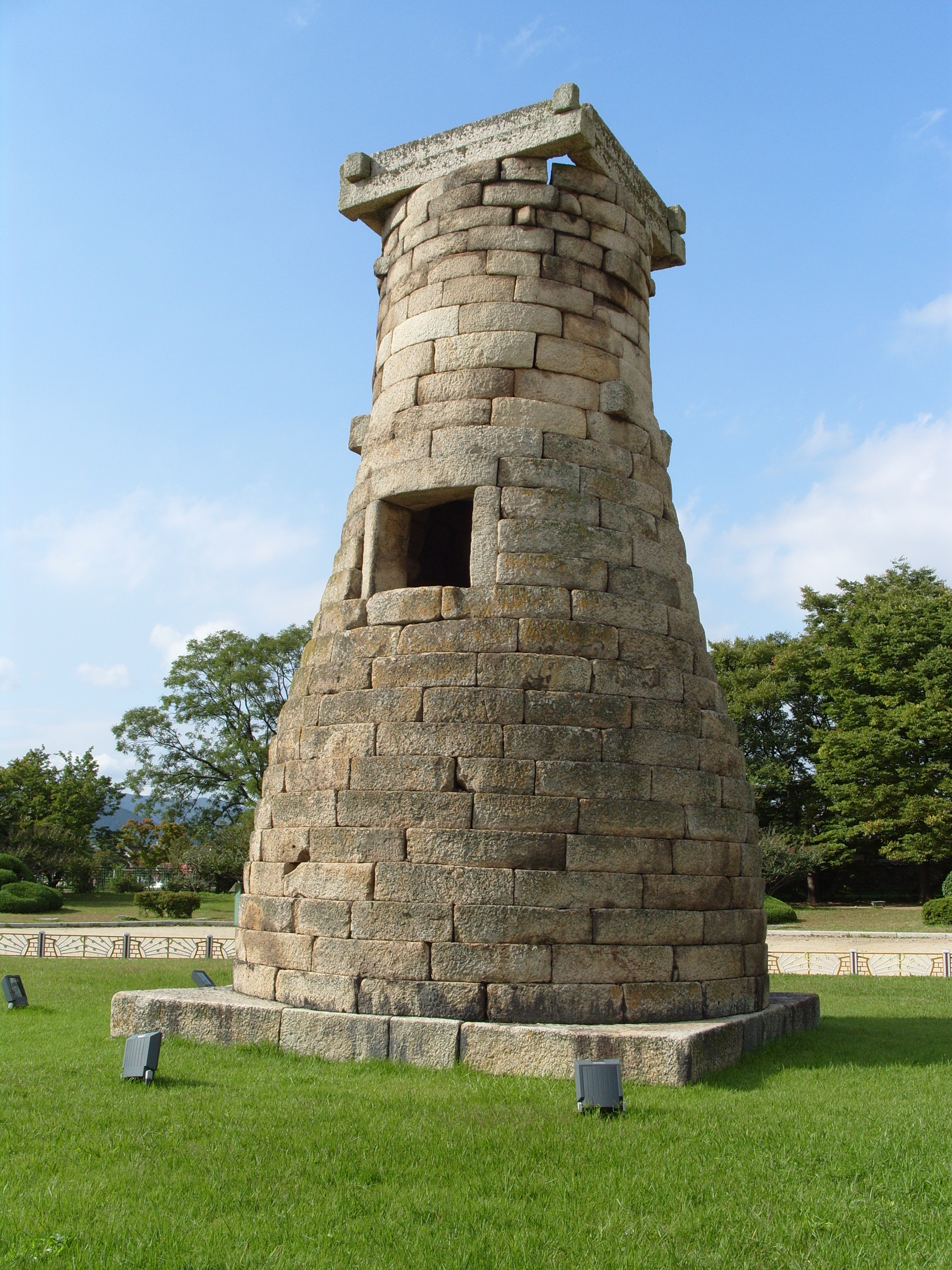
L'observatori astronòmic de Cheomseongdae VII 7è segle)

Gyeongju és la destinació principal de Corea per als visitants interessats en el patrimoni cultural de Silla i l'arquitectura de la dinastia Choson. La ciutat té 31 tresors nacionals, el Museu Nacional de Gyeongju alberga 16.333 objectes. Es poden distingir quatre categories principals: túmuls, llocs budistes, fortaleses i palaus, així com arquitectura antiga.
Des de la prehistòria, s'han trobat elements de ceràmica Mumun als pobles de Moa-ri, Oya-ri i Jukdong-ri. Moa-ri i Gangdong-myeon també tenen dòlmens.
Hi ha 35 tombes reials i 155 túmuls al centre de Gyeongju, així com 421 túmuls fora de la ciutat. En particular, la Tomba de la Corona d'Or (Geumgwanchong) i la Tomba del Cavall Celestial (Cheonmachong) mereixen una menció especial com a representants de la cultura Silla. La majoria dels llocs de Silla es troben al parc nacional de Gyeongju: el complex de la tomba reial, l'observatori de Cheomseongdae, l'estany d'Anapji.
Cada any visiten la ciutat 6 milions de turistes, inclosos 750.000 estrangers. La Festa de la Cultura de Silla se celebra cada octubre des de 1962.

## Religió

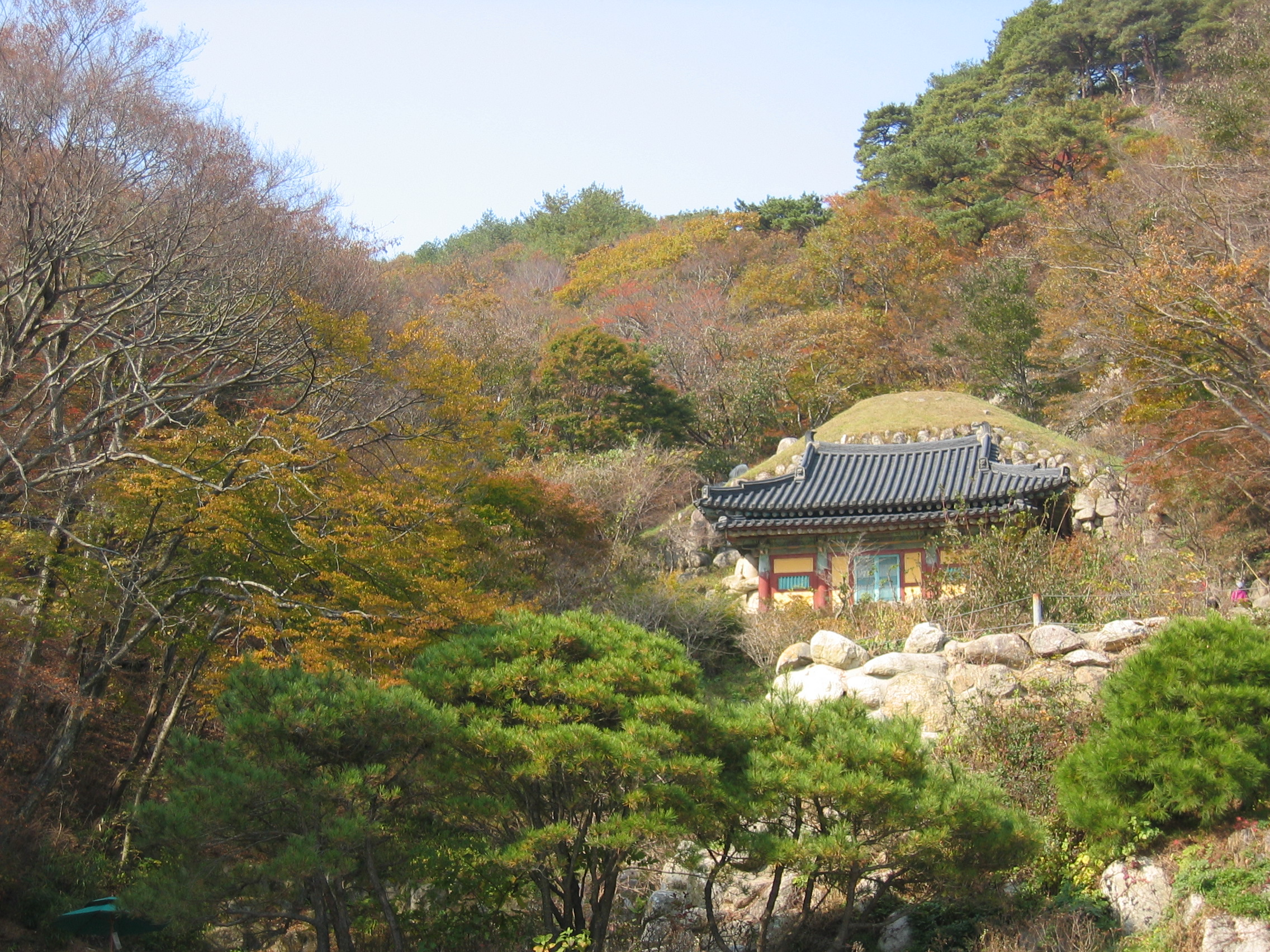
Cova de Seokguram

La ciutat és encara un centre important del budisme coreà. A l'est del centre de la ciutat hi ha Bulguksa, un dels temples més grans del país, així com la cova de Seokguram, una famosa ermita, i les restes de Hwangnyongsa, el temple del Drac d'Or. Namsan, la muntanya del sud, és un lloc tradicional de pregària. També es considera una muntanya sagrada pels santuaris i estàtues que cobreixen els seus vessants.
A més, Gyeongju és el lloc on va néixer el cheondoisme, una religió d'origen local basada en el xamanisme, el taoisme i el budisme amb alguns elements manllevats del cristianisme. Aquesta religió va evolucionar a partir del donghak (els ensenyaments de l'est), una disciplina creada per Choe Je-u el 1860.

## Persones famoses

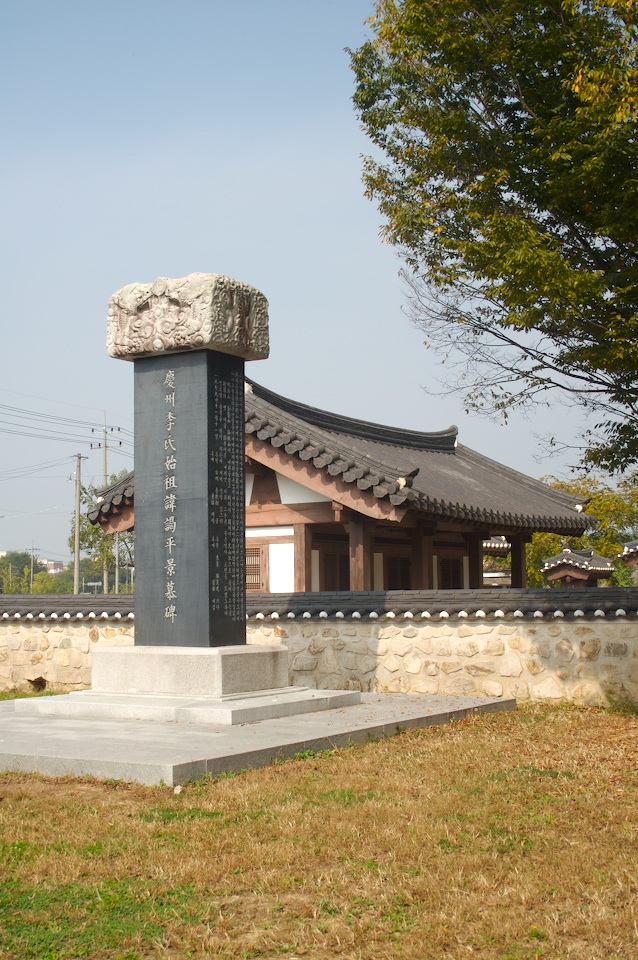
Estela en honor al fundador de la família Lee a Pyoamjae

Com a ciutat capital, les vides dels reis de Silla i dels membres de la cort estan estretament entrellaçades amb la ciutat de Gyeongju. Els filòsofs Seol Chong i Choe Chi-Won també van residir a Gyeongju, igual que el general Kim Yusin, el líder dels guerrers Hwarang. Més tard, en el període Choson, Gyeongju, com la resta de la província de Gyeongsang, es va convertir en un centre de la facció conservadora Sarim, un dels seus principals membres va ser Yi Eon-jeok. El segle xx, Kim Dong-ni, Yun Jeong-mo i Park Mok-wol es van fer noms com a escriptors.
Molts clans familiars remunten els seus orígens a les famílies governants de l'època de Silla. Per exemple, aquest és el cas dels Kim, els Parks, els Seoks, els Choes i els Lees de Gyeongju.